# William Klemperer
William Aloys Klemperer (Nova Iorque, 6 de outubro de 1927 – 5 de novembro de 2017) foi um químico estadunidense.

## Vida
Klemperer frequentou a New Rochelle High School em New Rochelle, e foi em 1944, em seu aniversário de 17 anos, soldado do Corpo de Aviação da Marinha dos Estados Unidos. Após a Segunda Guerra Mundial matriculou-se em 1946 no Harvard College, onde obteve o diploma de bacharel em química em 1950. Obteve um Ph.D. em físico-química em 1954 na Universidade da Califórnia em Berkeley, orientado por George Claude Pimentel. Em seguida foi docente na Universidade Harvard, onde progrediu rapidamente e foi professor em 1965. Permaneceu em Harvard até sua aposentadoria em 2002
Foi casado desde 1949 com Elizabeth Cole, tendo o casal três filhos.

## Prêmios e condecorações selecionados
- 1963 membro da Academia de Artes e Ciências dos Estados Unidos
- 1969 membro da Academia Nacional de Ciências dos Estados Unidos[3]
- 1980 Prêmio Irving Langmuir[4]
- 1994 Prêmio Peter Debye[5]
- 1995 Prêmio Faraday[6]